# Staten-Generaal van de Nederlanden
De Staten-Generaal van de Nederlanden was tussen 1464 en 1796 een college waarin afgevaardigden van de Provinciale Staten van de gewesten van de Nederlanden samenkwamen. Oorspronkelijk bestond de vergadering uit vertegenwoordigers van de Staten of standen van de zeventien provincies, die door de Bourgondische hertogen en later de Habsburgse landsheer werden samengeroepen, bijvoorbeeld wanneer deze landheren in geldnood zaten en een belasting (bede) moest worden toegekend. Tijdens de Tachtigjarige Oorlog splitste de Staten-Generaal in een opstandige noordelijke vergadering en een zuidelijke pro-Spaanse koningsgezinde vergadering. Na de onafhankelijkheid van de Republiek der Verenigde Provinciën groeide de rol van de Staten-Generaal in de Noordelijke Nederlanden, en werd ze het hoogste orgaan van de Unie; in de Zuidelijke Nederlanden werd het college echter zelden nog bijeengeroepen.

## Bourgondische en Habsburgse Nederlanden
De Staten-Generaal werd opgericht in 1464 door Filips de Goede, hertog van Bourgondië, en vergaderde tot 1576 gemiddeld eens per jaar.

### Ontstaan
In 1386 richtte Filips de Stoute (r. 1384-1404) in Rijsel een Raadkamer voor financiële en juridische aangelegenheden voor Vlaanderen, Artesië, Antwerpen en Mechelen in. Dit bovenregionale orgaan was een kiem waaruit later de Staten-Generaal van de Nederlanden zou groeien.
Binnen de verschillende gebieden die onder het bewind van Filips de Goede vielen, was al enige tijd sprake van een vorm van vertegenwoordiging van het 'land' via de standen (Staten). Welke standen in deze vertegenwoordiging precies plaatsnamen en welke invloed zij hadden, verschilde van gewest tot gewest maar vloeide voort uit het feit dat de landheer geld nodig had, en hiervoor afhankelijk was van de onderdanen. Deze onderhandelden in zulke vergaderingen over de hoogte, wijze van heffing en eventuele andere zaken.
In de 15e eeuw begonnen de leden van de Bourgondische personele unie spontaan bijeen te komen over kwesties die hen aangingen. In 1427 belegden de Vier Leden van Vlaanderen en de Staten van Henegouwen, Artesië en Picardië een vergadering om te bespreken of ze Filips de Goede zouden erkennen als voogd van Jacoba van Beieren. Vier jaar later kwamen afgevaardigden van Vlaanderen, Brabant, Holland en Zeeland te Brussel bijeen om over de lakenhandel te overleggen.

### Eerste bijeenkomst van 1464

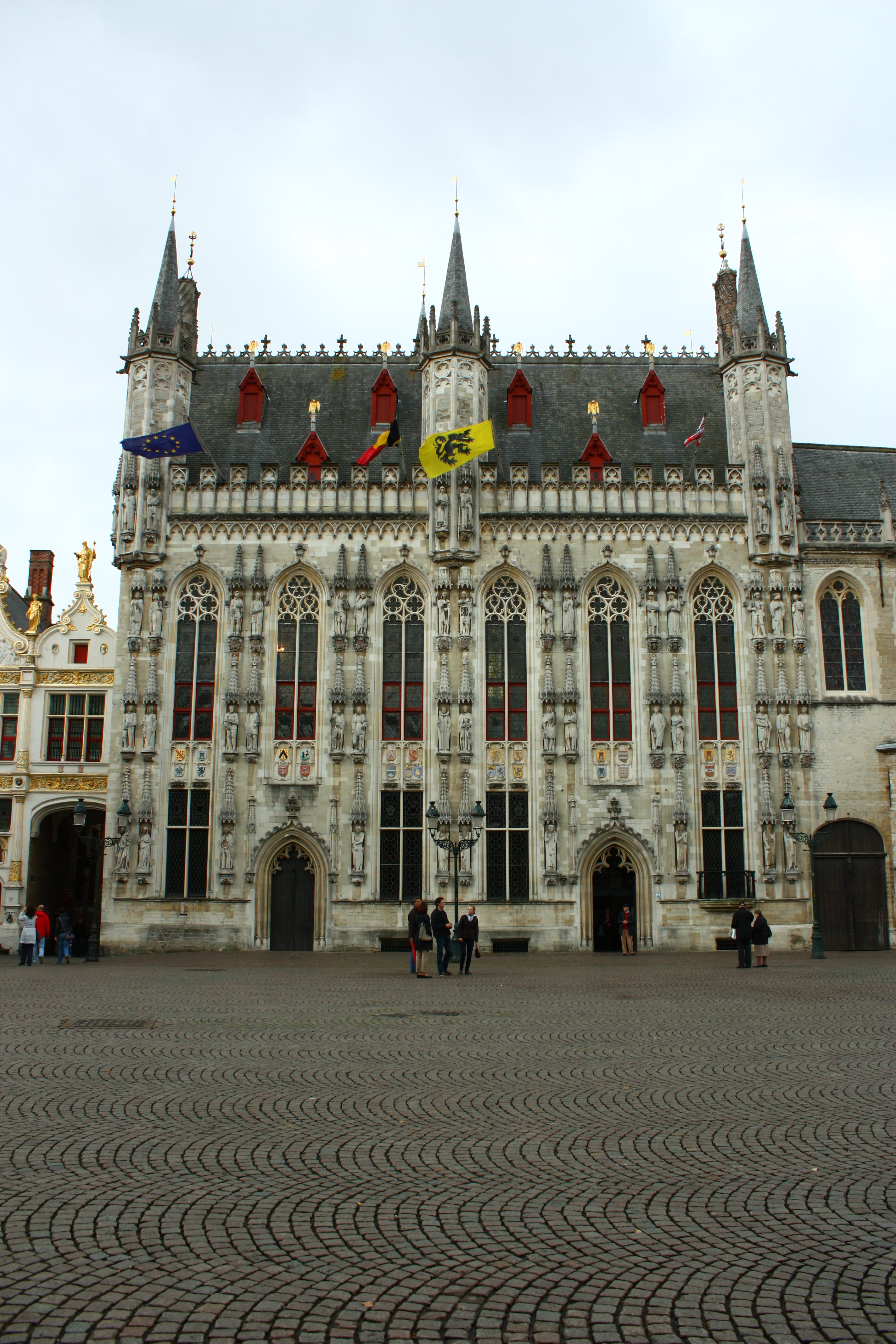
Het Stadhuis van Brugge, waar in 1464 de eerste staten-generaal bijeenkwamen.

Doordat meerdere gewesten onder een personele unie vielen, waren er ook gezamenlijke belangen en werden vertegenwoordigers van diverse Staten af en toe bijeengeroepen - gewoonlijk in een van de Vlaamse steden. De allereerste Staten-Generaal binnen het gebied van de Nederlanden (en iets daarbuiten), waarbij dus alle gebieden vertegenwoordigd waren, werden op 9 januari 1464 in het graafschap Vlaanderen in Brugge samengeroepen. Hoewel dit de eerste keer was dat de vertegenwoordigers van de Staten van alle gewesten bijeen werden geroepen, werd dit door de tijdgenoten niet als een nieuw concept ervaren. Er was immers al een voorgeschiedenis met intergewestelijk overleg.
Belangrijkste reden voor de bijeenkomst was dat Filips op kruistocht zou gaan, en maatregelen wilde treffen met betrekking tot zijn vervanging. Dit was van belang omdat hij op slechte voet stond met zijn zoon Karel de Stoute. Het initiatief kwam aanvankelijk van onderuit. Op vraag van de Hollandse en Zeeuwse steden riep Brugge stedelijke afgevaardigden samen uit alle landen van herwaarts over. De hertog beantwoordde dit voldongen feit door op dezelfde plaats en datum de drie standen uit alle Bourgondische Nederlanden te ontbieden. Kwaad wees hij er in de uitnodiging op dat het initiatiefrecht alleen aan hem toekwam "als uw vorst en heer". De achterliggende bedoeling van Filips de Goede was om de belastingheffing te vereenvoudigen en de samenhang van de Nederlanden te bevorderen, niet in de laatste plaats door de provinciale munteenheden te stabiliseren en te coördineren.
De uitkomst van de vergadering was een verzoening tussen Filips en zijn zoon. De hertog toonde zich dankbaar voor de succesvolle bemiddeling maar benadrukte nogmaals dat híj het alleenrecht had de Staten-Generaal bijeen te roepen. De naam 'Staten-Generaal' werd overigens nog niet gebruikt. In de Brugse stadsrekeningen werd de eerste bijeenkomst aangeduid als een vergadering van de Vier Leden van Vlaanderen metten Staten vander lande van onsen gheduchten heere van harwaerts over. Na afloop van de eerste vergadering midden februari zorgde Filips direct voor een tweede bijeenkomst de volgende maand te Rijsel. De nieuwe instelling was misschien overhaast geboren, maar de nood aan interregionaal overleg had reeds lang in de lucht gehangen en onmiddellijk zijn nut bewezen. Voor het eerst kreeg het idee van de Lage Landen officieel vorm.

### Verdere ontwikkeling[5]

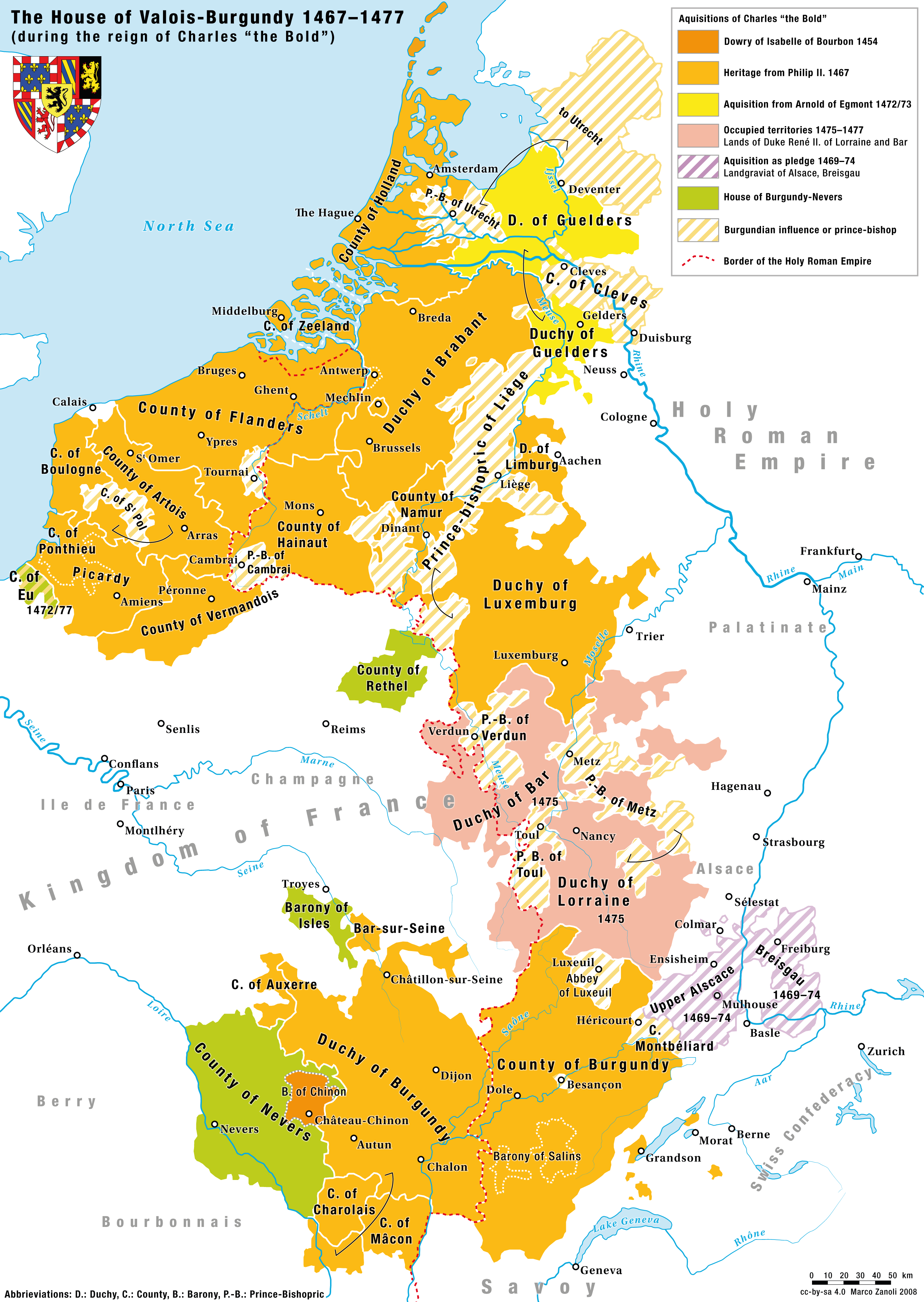
De door het Huis Bourgondië feodaal geregeerde gebieden, van 1465 tot 1477

Filips werd in 1467 al opgevolgd door zoon Karel de Stoute, wiens bewind mede werd gevormd door een poging tot centralisatie van bestuur en dure oorlogen tegen Lotharingen en Frankrijk. Dit leidde in 1473 tot een grote bijeenkomst van de Staten-vertegenwoordigers in Brussel, waarbij hij om de grote som van 600.000 kronen per jaar vroeg. Dit leidde tot een onderhandeling, en het voeren van ruggespraak met de Staten van de gewesten. Uiteindelijk kreeg Karel grotendeels zijn zin, maar de (financiële) onderhandelingskracht van de Staten-Generaal tekende zich al af, en zou verder toenemen - zoals in 1476 duidelijk zou worden, toen een nieuwe bede praktisch geheel werd afgewezen. In 1477 stuurden, na de dood van Karel op het slagveld en de opvolging door zijn ongehuwde dochter Maria, de Staten-Generaal zelfs hun eigen afgezanten naast die van de hertog naar de Koning van Frankrijk om te onderhandelen over vrede.
In 1477 stonden de Staten-Generaal sowieso in een sterke onderhandelingspositie, en dwongen zij ook het zogenaamde Groot Privilege af, waarbij de centralisatie van Karel weer grotendeels ongedaan werd gemaakt, en de Staten weer veel zelfstandigheid verworven. Ook verkregen zij het recht om jaarlijks op eigen initiatief samen te komen in een stad in Vlaanderen, Brabant of Henegouwen.
Maria trouwde met de Habsburgse Maximiliaan van Oostenrijk, zoon van de Duitse keizer, die het bestuur weer enigszins centraliseerde, en de Staten-Generaal verviel weer tot een wat passieve instelling. Bij het overlijden van Maria in 1482 was haar zoon Filips nog zeer jong, en wilde Maximiliaan dan ook als (langdurig) regent optreden. Ter bevestiging werden de Staten-Generaal bijeengeroepen, en in deze wat instabiele periode wisten zij wederom vredesonderhandelingen met Frankrijk af te dwingen (uiteindelijk resulterend in de Vrede van Atrecht).
Tegelijk wordt uit de rapportages van deze vergaderingen duidelijk dat de werkelijke macht eigenlijk helemaal niet in de Staten-Generaal lag, maar bij de Provinciale Staten van de diverse Gewestelijke Staten. De afgevaardigden hadden namelijk zeer beperkte bevoegdheden (last), ze ontvingen de bede van de vorst en moesten ruggespraak houden met de hun respectievelijke Provinciale Staten van ieder gewest voor de meeste beslissingen. Tussen 1488 en 1559 kwamen de Staten-Generaal gemiddeld twee keer per jaar bijeen, zij het onregelmatig en vaak met de voornaamste bedoeling om snel naar de Provinciale Staten te communiceren. Na de afschaffing van het Groot Privilege in 1493 kwamen de Staten-Generaal enkel nog bijeen op initiatief van de vorst.
Deze gelegenheden werden door de afgevaardigden van de zeventien gewesten vaak benut om nieuwe privileges te bepleiten; een reden waarom de heersers van de Lage Landen niet happig waren de Staten-Generaal bijeen te roepen en zich eerder rechtstreeks richtten tot de Staten van iedere provincie. Onder Filips II was het de Staten-Generaal verboden te vergaderen zonder toestemming van de vorst. De nood van de Spaanse Furie brak die wet en op 8 november 1576 kwamen de Staten-Generaal op eigen initiatief bijeen en sloten de Pacificatie van Gent. Daarmee schaarden zij zich gezamenlijk achter de Opstand. Artikel 3 van de Pacificatie bepaalde dat het bijeenroepen van de Staten-Generaal voortaan zonder tussenkomst van de koning zou gebeuren, zodat er feitelijk een permanent parlement kwam.

### Plakkaat van Verlatinghe
Op 26 juli 1581 werd het zogenaamde Plakkaat van Verlatinghe, opgesteld door de griffier Jan van Asseliers, ondertekend door de Staten-Generaal van de Verenigde Nederlanden. Met het document, ook wel de akte van Afzwering genoemd, namen de noordelijke gewesten afstand van de Spaanse koning Filips II, ze verklaarden de koning vervallen (verlaten) van zijn macht. Als reden werd gegeven dat de vorst zijn plichten tegenover zijn onderdanen niet nakwam om met recht en rede te regeren en hen te beschermen, maar hen oude rechten afnam en hen als slaven probeerde te onderdrukken. Men vond dat hij dan geen vorst meer was, maar een tiran, wat onderdanen het recht gaf hem af te zweren.
Toen Brussel in 1578 weer in handen van de koning dreigde te vallen, hadden de Staten-Generaal zich naar Antwerpen verplaatst. Ook die stad bleek niet veilig meer en de Staten verhuisden in 1583 naar Middelburg. Vanaf 1585 werd Den Haag de vergaderplaats; in dat jaar vielen de belangrijke Brabantse steden Brussel en Antwerpen aan de Spaanse Nederlanden. Vooral de Val van Antwerpen was een grote klap voor de rebellen, die vreesden dat zonder die stad de Opstand verloren was; er zijn dan ook verscheidene pogingen gedaan om de stad te ontzetten en later te heroveren, geen van alle echter succesvol.

## Republiek der Verenigde Nederlanden

De zeven provinciën met de generaliteitslanden in lichtblauw

Tijdens de Tachtigjarige Oorlog (1568 - 1648) ontwikkelden de Staten-Generaal zich van het oorspronkelijke adviescollege tot een meer bestuurlijk lichaam. De eerste twintig jaar namen zij nog het voortouw om een nieuwe vorst te vinden voor de Nederlanden. Johan van Oldenbarnevelt en graaf Maurits van Nassau besloten in 1587 geen pogingen meer te ondernemen om een soevereine vorst voor de Nederlanden te vinden en in de Justificatie of Deductie werd bepaald dat de politieke macht bij de Staten-Generaal zou komen te liggen. Waar aan het begin van de oorlog nog de Raad van State (als vervanger van de landvorst) fungeerde als een soort van staatshoofd, verschoof deze functie naar de Staten-Generaal - voor zover hier natuurlijk al sprake van was in het samenspel van de soevereine provinciën. Hiermee was de Republiek werkelijk geboren, zonder erfelijk staatshoofd maar met de Staten-Generaal als hoogste college. De Raad van State ontwikkelde zich hierop tot een administratief, dienend college.
Goed om te benadrukken is wellicht dat de veranderingen binnen de staatsinrichting van de Republiek zelden snel gingen - iedere keer als iets werd geïntroduceerd gebeurde dat langzaam en gewoonlijk eerst bij experiment of door erin te sluipen. Dit was zeker het geval waar het delegatie van macht betrof.

### Vestiging in Den Haag
De vergaderingen werden steeds frequenter, tot zij op 24 juni 1593 bijeenkwam, om vervolgens ruim twee eeuwen (tot 1 maart 1796) niet meer ontbonden te worden. Er werd dus nimmer op reces gegaan. Niet zozeer als bewuste keuze, maar dit was zo gegroeid. De Staten-Generaal waren een permanent college geworden, dat continu bijeen was en praktisch dagelijks vergaderde. Overigens werd nooit vastgelegd dat alleen in Den Haag vergaderd mocht worden, maar dat werd zelden ergens anders gedaan. In 1608 werd in Bergen op Zoom vergaderd, vanwege Bestandsonderhandelingen, en in 1629 in Utrecht, Bommel en Vught.
In 1588 kregen de Staten-Generaal een vaste vergaderruimte aan het Binnenhof te Den Haag, op loopafstand van de Staten van Holland. Dit had enige praktische voordelen, daar Holland verreweg de welvarendste en dus ook invloedrijkste provincie was binnen de Republiek. De overige delegaties kregen ook verblijfsruimte op of rond het Binnenhof, maar Holland had hier toch enige praktische voordelen. Door een handige schikking met de vergadertijden konden vertegenwoordigers van Holland (met name de landsadvocaat of later de raadpensionaris) eerst in de ochtend de vergadering van de Hollandse Staten bijwonen, om in de middag bij het grootste deel van de vergadering van de Staten-Generaal aanwezig te zijn. Dit was uiteindelijk zowel in het voordeel van Holland als van de Staten-Generaal zelf.
Op het Binnenhof kregen de Staten-Generaal de beschikking over vergaderruimtes aan de noordzijde langs de Hofvijver tussen het Spui en Plaats met een ingang bij het gebouw waar tegenwoordig de Binnenpoort is uitgebroken en via de Ridderzaal. Het zou tot 1696 duren tot er met een grondige verbouwing meer allure zou worden gegeven aan de vergaderzalen en antichambres van de Staten-Generaal, waarbij onder meer de Trêveszaal werd aangelegd.
Naast de vergaderzaal van de Staten-Generaal werd de zogenaamde besognekamer ingericht, de Statenzaal waar het kleinere besogne (commissie) bijeen kon komen.

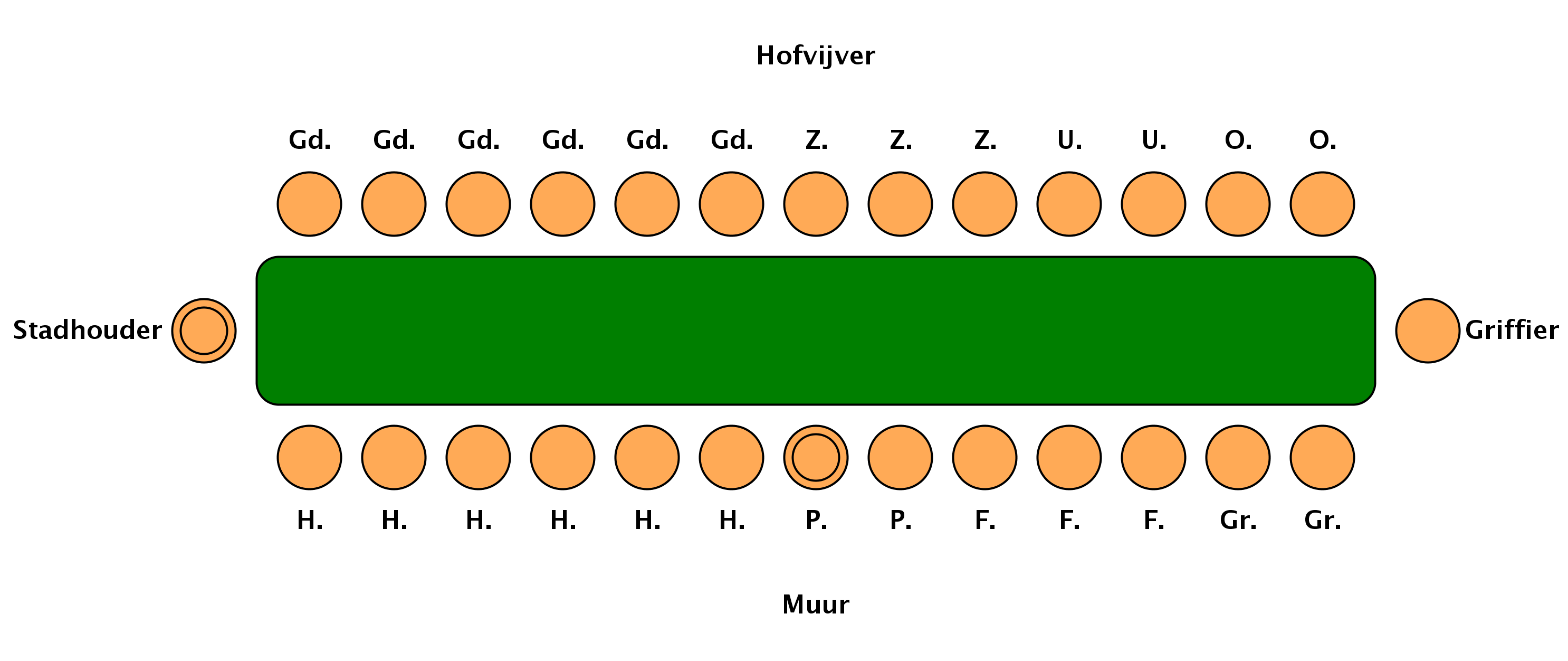
Schematische weergave van de zitplaatsen. Legenda: P = Presiderend gewest, H = Holland (6x), Gd = Gelderland / Gelre (6x), Z = Zeeland (3x), U = Utrecht (2x), O = Overijsel / Overijssel (2x), Gr = Groningen / Stad en Ommelanden (2x), F = Friesland (3x)

### Vertegenwoordiging[10]
Het idee achter de Staten-Generaal was nog altijd ongeveer gelijk: het was een vergadering van delegaties van de provinciale statenvergaderingen, die met last en ruggespraak moesten opereren. Maar door het permanente karakter kregen de delegaties wel meer ruimte om te handelen naar de geest, en soms werden ook besluiten genomen onder voorbehoud, bijvoorbeeld door het dringende karakter. Ook werd door de permanente aanwezigheid meer achterkamertjesoverleg gevoerd tussen de delegaties.
De vergadering werd voorgezeten door een afgevaardigde van iedere week een ander gewest, en de griffier was aanwezig om besluiten te noteren, uit te schrijven en voor te lezen. Onafhankelijk van het aantal aanwezige afgevaardigden (de Staten konden er zoveel sturen als ze wilden, hoewel het aantal stoelen beperkt was), had ieder gewest één stem. Een gebruikelijke vergadering in het midden van de zeventiende eeuw bestond uit zo'n 45 gedelegeerden: 15 à 16 uit Holland, 5 à 6 uit Gelderland, 6 uit Zeeland, 3 uit Utrecht, 6 uit Overijssel, 5 uit Friesland en 4 à 6 uit Groningen. Maar als Holland de nadruk op een besluit wilde leggen, was het niet ongebruikelijk dat veel Hollandse afgevaardigden uit de nabijgelegen Staten van Holland overkwamen en zo de vergaderzaal volliep.
Tussen de gewesten werd een officiële rangorde aangehouden: Gelderland kwam als voormalig hertogdom als eerste, gevolgd door de graafschappen Holland en Zeeland en de vier heerlijkheden in de volgende rangorde: Utrecht, Friesland, Overijssel en Stad en Lande. Dit kwam tot uiting in de volgorde waarin gestemd moest worden, de zetelverdeling en protocol. In theorie konden meer gewesten toetreden, maar dit is na 1594 (toetreding van Groningen) nooit gebeurd. De toetreding van Drenthe (als één gewest met Groningen) en Oost-Friesland zijn wel overwogen in de vroege jaren. In 1609, 1648 en 1651 probeerden delen van Brabant wel weer terug toe te treden, maar de bestaande leden zagen hun stemmen liever niet verwateren. De gebieden die later aan het grondgebied werden toegevoegd vielen als generaliteitslanden direct onder de Staten-Generaal (bijvoorbeeld Staats-Brabant en Staatse landen van Overmaze) en hadden geen inspraak. Voor een groot (maar in de loop der tijd afnemend) aantal zaken moest wel unanimiteit tussen de zeven gewesten bereikt worden.
De gedeputeerden hadden de taak om toch vooral als gezant van hun gewestelijke Staten op te treden - en niet zozeer het landsbelang van de Unie te dienen. Hun aanstelling vereiste dan ook alleen om een creditbrief aan de president af te geven. Daarbij bleef ook het concept van de lastbrief bestaan - een document waarin de gewestelijke Staten uitspelden wat de bevoegdheden van hun gedeputeerden waren.

### Machtsterreinen en delegatie van macht
Naarmate het aantal besluiten toenam, en ook de expertise die daarvoor nodig was, werden meer besluiten gedelegeerd. Zo werden in 1597 vijf admiraliteitscolleges ingesteld (in Amsterdam, Rotterdam, Enkhuizen/Hoorn, Middelburg en Dokkum/Harlingen), verantwoordelijk voor de zeestrijdkrachten en beheer over eigen inkomsten uit de in- en uitgaande rechten. In 1602 werd de Verenigde Oostindische Compagnie opgericht, waaraan middels een octrooi monopolie werd aangeboden op handel op een bepaald gebied. De VOC zou model staan voor andere octrooiverleningen, zoals die van de West-Indische Compagnie. De Staten-Generaal behielden eindverantwoordelijkheid en de bevoegdheid om hogere functionarissen te benoemen, en bepaalden de grote lijnen van het te voeren beleid, vooral waar het financiën en militair beleid betrof. Zowel de admiraliteiten als de VOC waren naar federaal model ingericht.
De oudste admiraliteitscolleges van de Nederlanden:
1. Bourgondische Nederlanden: Vlaanderen/Sluis 1383 Admiraliteit van het Zwin
2. Bourgondisch-Habsburgse Nederlanden: Veere 1460 tot 1562,
3. Bourgondisch-Habsburgse Nederlanden: Duinkerke (= viceadmiraliteit van Veere)
4. Habsburgse Nederlanden: Gent vanaf 1560/62
5. Habsburgse Nederlanden: Vlissingen 1574 tot 1584
6. Spaanse Nederlanden: Duinkerke 1583
7. Republiek der Zeven Verenigde Nederlanden: Middelburg 1584 tot 1795
8. Republiek der Zeven Verenigde Nederlanden: Amsterdam 1586 tot 1795
9. Republiek der Zeven Verenigde Nederlanden: Rotterdam 1586 tot 1795
10. Republiek der Zeven Verenigde Nederlanden: Hoorn/Enkhuizen 1589 tot 1795
11. Republiek der Zeven Verenigde Nederlanden: Dokkum 1596 tot 1645, Harlingen 1645 tot 1795

Al lange tijd functioneerde de Raad van State naast de Staten-Generaal - eerst als een soort regering, later meer als adviesorgaan. Deze had al enkele instanties ingericht om de (financiële) structuren te waarborgen, zoals de Generaliteits-Muntkamer en de Ontvanger-Generaal. Toen het zwaartepunt van de opstelling der begroting naar de Staten-Generaal verschoof, stelden zij dan ook in 1602 hun eigen rekenkamer in, de Generaliteitsrekenkamer. Toch bleef ook een deel van de invloed bij de Raad van State liggen. Deze bleven verantwoordelijk voor de troepen te velde en delen van de Unie-rechtspraak, het opstellen van de begroting en administratie. Dit uiteindelijk dan weer wel onder de eindverantwoordelijkheid van de Staten-Generaal - het hoogste college.
In het algemeen moesten besluiten beter worden voorbereid, om te kunnen garanderen dat een besluit zonder verdere ruggespraak kon worden genomen. Dit gebeurde dikwijls door het in een commissie (waar alle gewesten een stem hadden) grondig voor te bereiden. Hier was in 1588 al een begin mee gemaakt, door de Staat van Oorlog in commissieverband samen met de Raad van State voor te bereiden. Hierin was van ieder gewest één gedelegeerde aanwezig, maar ook de raadpensionaris (uit Holland), en afhankelijk van het onderwerp en de periode ook de griffier en stadhouder. Deze vergaderingen werden altijd geleid door de gedelegeerde uit Gelderland - het eerste gewest in rang. De president rapporteerde vervolgens aan de gehele vergadering.
De samenstelling van de commissies was vaak enigszins constant, zodat door ervaring de betrokken afgevaardigden betere besluiten konden nemen. Voor zover er sprake was van stemmingen, werden deze per hoofd geteld, en niet per gewest - na verloop van tijd werd ook de stem van de griffier hierbij meegeteld.
In eerste instantie werden de commissies kortdurig ingesteld, maar geleidelijk (zeker vanaf raadpensionaris Fagel, ~1680) werden ze min of meer permanent, en ontbrak ook een specifieke volmacht. In de achttiende eeuw waren er vier vaste besognes (later: commissies) waarvan de leden jaarlijks werden vastgesteld: een commissie voor buitenlandse zaken, militaire zaken, zeezaken en het beleid van de zaken van de griffie. De zaken die behandeld werden, konden ordinaris (gewoon) of secreet (geheim) behandeld worden. Wanneer bij deze vergadering ook buitenstaanders werden uitgenodigd, zoals een delegatie van een buitenlandse mogendheid bij een commissie van buitenlandse zaken, werd dit in conferentie genoemd waarbij ook de president van de Staten-Generaal betrokken kon zijn.
In de tweede helft van de achttiende eeuw klonk regelmatig de roep om centrale departementen in te stellen onder het gezag van de stadhouder, maar dit is nooit tot uitvoering gebracht. Informeel werden wel steeds meer besluiten "voorbereid" in kleine kring door de raadpensionaris, griffier en enkele vertrouwelingen.

#### Buitenlandse politiek[17]
Een van de belangrijke gebieden waarop de Staten-Generaal actief waren, was de buitenlandse politiek. Hoewel de gewesten zich het recht voorbehielden om ook zelf onderhandelingen en correspondentie te voeren, zie bijvoorbeeld de Acte van Seclusie tussen Holland en Engeland in 1654, lag dit toch voornamelijk bij de Staten-Generaal. Niet alleen het diplomatiek ceremonieel werd bij deze vergadering gelegd (het ontvangen en uitzenden van gezanten) maar ook het voeren van onderhandelingen en het aangaan van bondgenootschappen. De Staten-Generaal vertegenwoordigden hierbij de Unie tegenover buitenlandse mogendheden, niet de stadhouder.
Dikwijls waren besluiten en correspondentie rond de buitenlandse politiek vertrouwelijk, en het was dan ook niet praktisch om dit in de vergadering die voor veel afgevaardigden toegankelijk was te bespreken. Om deze reden werd dan ook een commissie voor buitenlandse zaken ingesteld die in het geheim vergaderde: een geheim besogne cq de vaste commissie voor buitenlandse zaken. Tussen 1634 en 1651 was er zelfs vergaande beslissingsmacht gedelegeerd aan dit "Secreet Besogne" omdat ze hun eigen notulen mochten opstellen. Dit was een duidelijke toename van de macht van stadhouder Frederik Hendrik, daar dit besogne voornamelijk uit zijn vertrouwelingen bestond en het zelfs in zijn kamers vergaderde. De bevoegdheden die aan het secreet besogne werden toebedeeld, hingen dus samen met de macht van de stadhouder, zodat ook Willem III het nieuw leven inblies.
In de achttiende eeuw werden de meeste buitenlandse zaken afgedaan door de vaste commissie voor buitenlandse zaken. Tijdens het regentschap van Anna van Hannover voor de minderjarige Willem V van Oranje-Nassau (van 1751 tot haar overlijden in 1757), functioneerde hiernaast een machtige Raad voor Buitenlandse zaken, waarvan de raadpensionaris, griffier, het lid van de Hollandse ridderschap, het Zeeuwse lid, de opperbevelhebber, secretaris van de Prinses en baron Bentinck tot Nijenhuis lid waren - met een duidelijk zwaartepunt in Holland/Zeeland. Dit was een van de pogingen om de buitenlandse politiek te centraliseren.
Wanneer de situatie daarom vroeg, bijvoorbeeld tijdens de onenigheden tussen Frankrijk en Engeland of rond de Amerikaanse afhankelijkheid, werd in de buitenlandse politiek gebruikgemaakt van de ingewikkelde beslissingsstructuur om beslissingen voor zich uit te schuiven. Zo kon het voorkomen dat Engeland op basis van verdragen en zijn machtspositie steun vroeg aan de Nederlanden, bijvoorbeeld manschappen of het afdwingen van een effectief embargo, en dit duidelijk tegen de belangen van de Nederlanden was. Dan kon het uitgebreid besproken worden, konden de gedeputeerden verklaren geen last te hebben om er een besluit over te nemen, en terug te moeten gaan naar hun gewestelijke staten. Tegelijk wisten de andere landen dat als zij de Nederlanden echt tot bepaalde maatregelen wilden dwingen, dat het best kon door ze in hun beurs te raken - door de handel te frustreren. Dit vond dan zijn weerslag via (voornamelijk) de Hollandse afgevaardigden in de Staten-Generaal.

#### Defensie[19]
Naast de buitenlandse politiek vormde defensie een belangrijk terrein van beslissingsbevoegdheid van de Staten-Generaal. Daarbij moet onderscheid gemaakt worden tussen de defensie ter zee, waar de verantwoordelijkheid via de admiraliteiten liep, en de defensie ter land waar de invloed groter was, maar gedeeld moest worden met de gewesten (vanwege het repartitiestelsel), de Raad van State en de Stadhouder (als kapitein-generaal). De administratie van het leger lag bij de Raad van State, maar de hoge benoemingen werden door de Staten-Generaal gedaan en in tijden van oorlog konden de Staten-Generaal gedeputeerden te velde aanstellen die namens de Staten-Generaal meebeslisten - dit waren dikwijls dezelfde afgevaardigden, die zo feitelijk een eigen commissie gingen vormen. Deze invloed was vooral groot waar het om troepenverplaatsingen buiten de gewesten ging.
Maar waar het oorlog en vrede betrof, moesten de resoluties (net als financiële besluiten en andere zaken van groot belang) door alle gewesten worden goedgekeurd. Dit vond zijn oorsprong in de soevereiniteit van de gewesten, die anders immers niet gebonden zouden zijn aan de besluiten.
De marine moest primair in haar onkosten voorzien met de inkomsten uit konvooien en licenten en het leger moest het doen met de gewestelijke quoten. De admiraliteiten leenden hiernaast grote bedragen (vooral bij Holland, in wiens belang het uiteindelijk was om een sterke marine te hebben), wat in feite het vooruitschuiven van de discussie was. Deze inkomsten moesten worden aangevuld met verdere gewestelijke bijdragen via de Staten-Generaal. De begroting van de Republiek liet het niet toe om zowel een volwaardige land- als zeemacht te onderhouden, en dus moesten er vaak keuzes worden gemaakt - afhankelijk van de bondgenoten en tegenstanders op het Europese toneel. Hierin werden de verschillende belangen van de gewesten duidelijk: Holland, Zeeland en Friesland hadden vooral belang bij en behoefte aan een sterke verdediging ter zee, terwijl Groningen, Overijssel, Gelderland en Utrecht een grotere noodzaak zagen voor een sterke landverdediging.

#### Financiën[22]
Oorspronkelijk was het financieel beleid terrein van de landvoogd of de Raad van State, en hadden de Staten-Generaal een laatste stem bij de inkomstenkant van het plaatje. Maar naarmate de Staten-Generaal zich meer hiermee gingen bemoeien, kwam dit grotendeels bij deze vergadering te liggen. De Raad van State diende sinds 1590 de Generale petitie (begroting) bij de Staten-Generaal in, vanaf 1595 voorzien van de Staat van Oorlog (toelichting op de begroting). Dit voorstel werd gewoonlijk in november gedaan, maar na langdurige onderhandelingen over wie wat zou moeten betalen pas in de lente goedgekeurd.
De inkomsten voor de Staten-Generaal bestonden enerzijds uit de generaliteitsbelastingen en anderzijds uit gewestelijke bijdragen. Vanaf 1608/1612 nam Holland het gros van de begroting voor zijn rekening (50-60%), Friesland en Zeeland ieder 10% en de andere gewesten nog minder. Deze verhoudingen kwamen ook weer terug in de machtsverhoudingen binnen de Republiek. Een groot deel van de uitgaven betrof het militaire systeem, en dit werd vooral bekostigd via het repartitie-stelsel waarbij de gewesten betaalden voor troepen die hen werden toegewezen. Hierdoor ontstond een grotere invloed van de gewesten op het bevel van de troepen, maar de eindverantwoordelijkheid bleef bij de Staten-Generaal, vooral waar de troepen te velde lagen.
Een andere belangrijke bron van invloed op het gebied van financiën lag erin dat de Staten-Generaal verantwoordelijk waren voor de benoeming van diverse hoge functies in het ambtelijk bestuur, zoals de thesaurier-generaal, hun eigen griffier, de ontvanger-generaal en de secretaris van de Raad van State.
Vanaf de jaren 1660 vormden de financiën steeds meer een probleem voor Holland en de Republiek - maar hervormingen om de gewesten te dwingen hun bijdrage te leveren (dit was niet altijd het geval) konden niet succesvol worden doorgevoerd. Dit bleek echter niets vergeleken bij de penibele financiële situatie die tegen het eind van de achttiende eeuw ontstond, toen de gewesten hun bijdragen niet meer betaalden, en het krediet van de Unie zo verspeeld werd. 

### Functionarissen
Er waren drie functionarissen rond de Staten-Generaal die een constante invloed op hun functioneren hebben gehad: de raadpensionaris, de griffier en de stadhouder. De griffier was verantwoordelijk voor het vastleggen van de besluiten, en in die hoedanigheid jarenlang aanwezig bij alle vergaderingen, waarvan zeker in commissieverband dikwijls geen aantekeningen werden bijgehouden. Daarom had hij vaak een schat aan kennis paraat, en werd zijn advies daarom ingewonnen. Deze invloed kwam het meest tot zijn recht in de commissievergaderingen. Van 1670 tot het eind van de republiek in 1795 werd het ambt van griffier door één familie vervuld, de Fagels. Een andere bron van invloed voor de griffier lag in het samenvatten van de besluiten, die voor definitieve besluitvorming nog eens door hem werden voorgelezen (voor iedereen kopiëren was te bewerkelijk). De griffier, raadpensionaris, president en aanhang hadden deze tekst als enigen gewoonlijk al voor de vergadering doorgenomen. Daarnaast werd de griffier verantwoordelijk voor de (geheime) correspondentie van de Staten-Generaal met staatslieden en vertegenwoordigers in het binnen- en buitenland, en voerde hij daarnaast ook een uitgebreide correspondentie.
De raadpensionaris (tot 1617 nog de landsadvocaat genoemd) was een ambtenaar in dienst van de Staten van Holland en de leider van hun delegatie. In de loop van de jaren groeide deze rol alleen maar, mede door de grote invloed die Holland had binnen de Staten-Generaal maar ook door het praktische feit dat hij eigen kantoren had aan het Binnenhof, en ging de raadpensionaris ook de besluiten actiever voorbereiden. In praktijk verwerd de raadpensionaris tot de hoogste ambtenaar van de gehele Republiek.
De stadhouder was een overblijfsel uit de Spaanse tijd, en werd vervuld door Willem van Oranje en zijn opvolgers. De stadhouder had als hij in functie was een stoel (een van de slechts twee met armleuningen) aan het hoofd van de tafel tot zijn beschikking en mocht spreken in de vergaderingen, maar had geen stemrecht. De stadhouder was alleen bij bijzondere bijeenkomsten bij de vergaderingen, en moest de invloed vooral ontlenen aan indirecte contacten en de benoeming van afgevaardigden van de gewesten. Zo had hij een stevige vinger in de pap bij de benoeming van afgevaardigden uit Zeeland of de kleine Hollandse steden. De invloed lag dan ook vooral achter de schermen en in commissieverband. De benoeming van een stadhouder was echter een zuiver gewestelijke aangelegenheid, en die gingen er dan ook over of er een werd benoemd. Halverwege de achttiende eeuw werd de functie erfelijk verklaard door de gewesten, alsmede de benoeming tot kapitein-generaal en admiraal-generaal.
Tussen de raadpensionaris en de stadhouder was regelmatig onenigheid, daar de stadhouder zijn invloed vooral moest ontlenen aan militaire politiek, terwijl de Hollandse raadpensionaris juist meer gebaat was bij vrede.
Ten slotte was er natuurlijk nog de president, de voorzitter van de vergadering van de Staten-Generaal. Dit was echter een roulerende functie, waarbij iedere week een ander gewest de functie op zich nam. Maar het waren wel vaak dezelfde afgevaardigden die hiertoe werden aangewezen, dus dit kleine groepje mensen had wel een bijzondere invloed hierdoor. De president bepaalde de agenda, maar in de praktijk werd hier een hoop invloed op uitgeoefend door de griffier en raadpensionaris.
Al in al was de daadwerkelijke invloed die kon worden uitgeoefend vanuit de functies sterk afhankelijk van de politieke constellatie (Holland versus de stadhouder), de personen die de functies vervulden en hoe goed zij met elkaar konden opschieten.

### Grote Vergaderingen[24][25]
Op enige momenten waren de bestuurders van de Republiek toch ontevreden met de manier waarop de statenbond was ingericht. Op een dergelijk moment hebben ze getracht om een 'Grote Vergadering' bijeen te roepen, waar álle leden van de Provinciale Staten aanwezig zouden zijn, zodat vergaande besluiten zouden kunnen worden genomen zonder ruggespraak, omdat iedereen immers al aanwezig was. Dit doel slaagden ze uiteindelijk niet in, maar wel werden er grotere delegaties dan gewoonlijk afgevaardigd.
In 1651 was de vergadering bijeengeroepen door Holland, om de grondslagen van het verbond te bespreken, vooral omdat zij zorgen hadden over de naar dynastie neigende stadhouders. De vergadering vond plaats van 18 januari 1651 tot 21 augustus. De uitkomsten van de vergadering waren niet schokkend, en benadrukten vooral het unie-karakter, en werden enkele gewoonten nu ook vastgelegd (zoals het repartitiestelsel).
De vergadering van 1716-1717 was juist bijeengeroepen door Gelderland, terwijl hier de generaliteitsambtenaren (vooral Simon van Slingelandt, secretaris van de Raad van State) met de voorstellen tot verandering kwamen, maar er kon geen overeenstemming worden bereikt over enige verandering, behalve een afzwakking van de legersterkte.

### Opheffing in 1796[26]
Al gedurende de gehele achttiende eeuw waren er terugkerende conflicten, die in de tweede helft verhevigden. Prinsgezinden en patriotten stonden tegenover elkaar en het voortbestaan van de Unie stond meermalen onder druk. Hierbij kwam nog de ongemakkelijke positie waarin de Republiek verkeerde bij de diverse botsingen tussen de Europese grootmachten van die tijd, Groot-Brittannië, Frankrijk en Oostenrijk. Na de onafhankelijkheidsstrijd in de Verenigde Staten voedde dit ook de ontevredenheid bij de patriotten. In Utrecht en Friesland leidde dit tot pogingen om tot een alternatieve vertegenwoordiging te komen, op basis van volkssoevereiniteit. In 1787 leidde dit in Utrecht tot een alternatieve Statenvergadering waarbij diverse plaatsen zich aansloten, in de stad Utrecht in plaats van de officiële vergaderplaats Amersfoort. Deze tegen-Staten van Utrecht zonden ook hun afgevaardigden naar Den Haag, wat tot twisten met de 'echte' vertegenwoordigers leidde. Uiteindelijk werd deze onrust gesmoord door interventie van Pruisische troepen - waarna de Republiek vooral onder Engels/Pruisische invloed kwam te staan en daarmee de prinsgezinden de voornaamste partij werden.
Het leger en de vloot verkeerden echter nog in zeer slechte staat, en in 1793 trok de Franse Revolutie al noordwaarts, toen de Franse generaal Charles-François Dumouriez Breda binnenviel, maar zich door interne strubbelingen al snel weer moest terugtrekken. In januari 1795 viel het doek echter definitief, en kwam de Bataafse Revolutie tot stand met behulp van Franse troepen. De Statenvergaderingen werden grondig omgegooid: de ridderschap werd uit het oogpunt van het gelijkheidsbeginsel samen met een aantal Oranjegezinden niet meer toegelaten, en katholieken juist wel. In eerste instantie bleven de Staten-Generaal bestaan, en werden vooral revolutionaire gedeputeerden naar de vergadering in Den Haag gestuurd - allereerst vanuit het gewest Holland.
Op 4 maart 1795 gaven de Staten-Generaal opdracht aan de vervanger van de Raad van State, het Comité te Lande, om plannen te maken voor de verkiezing van een Nationale Vergadering. Tot zulk een verkiezing, zou de Unie moeten blijven functioneren, en dus was het ook aan de gewesten en de Staten-Generaal om het vredesverdrag met Frankrijk goed te keuren. Het Comité te Lande stelde voor om een verkiezing via evenredige districten in de gewesten, Drenthe en Staats-Brabant te organiseren, maar verder veel zaken (zoals de belastingstructuur) bij het oude te laten. Het meest revolutiegezinde Holland wist uiteindelijk erdoor te krijgen dat bij de bijeenroeping van de Nationale Vergadering, de Staten-Generaal en de gewestelijke vergaderingen zouden worden opgeheven. De gewestelijke structuur kwam onder druk te staan, en een eenheidsstaat was in afwachting van nog enkele tegenstribbelende gewesten (Zeeland en Friesland) die hun invloed en zelfstandigheid niet kwijtwilden. Er werd met vier (Holland, Utrecht, Gelderland, Overijssel) tegen drie (Zeeland, Friesland, Groningen) stemmen besloten om de bijeenkomst per 1 februari 1796 vast te stellen. Op 30 december stelde men een concept-reglement vast en werd de datum naar 18 februari verschoven. Toen de Zeeuwen uiteindelijk als laatsten ook op 14 februari overstag gingen, werd de opening nog een laatste keer verschoven, naar 1 maart. Met de opening van deze eerste Nationale Vergadering op 1 maart 1796 in de voormalige balzaal op het Binnenhof was een eind gekomen aan de Staten-Generaal van de Nederlanden.

### Resoluties
De besluiten van de Staten-Generaal, resoluties genoemd, werden opgetekend door de griffiers. In 2024 werden door het Huygens Instituut alle resoluties uit de periode 1576-1796 ontsloten via de website goetgevonden.nl.

## Staten-Generaal in de Zuidelijke Nederlanden
In de Spaanse en Oostenrijkse Nederlanden bleven de Staten-Generaal ook bestaan in hun oude rol van representatieve vergadering ten overstaan van de koning, en later de keizer. Ze bleven zetelen in de Aula Magna te Brussel. Tussen 1577 en 1585 was Namen de plek waar de koningsgezinde Staten-Generaal bijeenkwamen, daarna weer Brussel. De vergadering werd echter zelden nog samengeroepen (onder andere in 1590, 1598, 1600 en voor het laatst in 1632-1634, ten tijde van de Samenzwering der Edelen). Op 15 mei 1725 kwamen de Staten-Generaal nog eens bijeen in het Koudenbergpaleis te Brussel om stilzwijgend de lezing van het Verdrag van Wenen te aanhoren. De laatste keer dat de Zuidelijke Staten-Generaal vergaderden was in 1790 op eigen initiatief, toen zij keizer Jozef II vervallen verklaarden van de macht (zie Verenigde Nederlandse Staten).

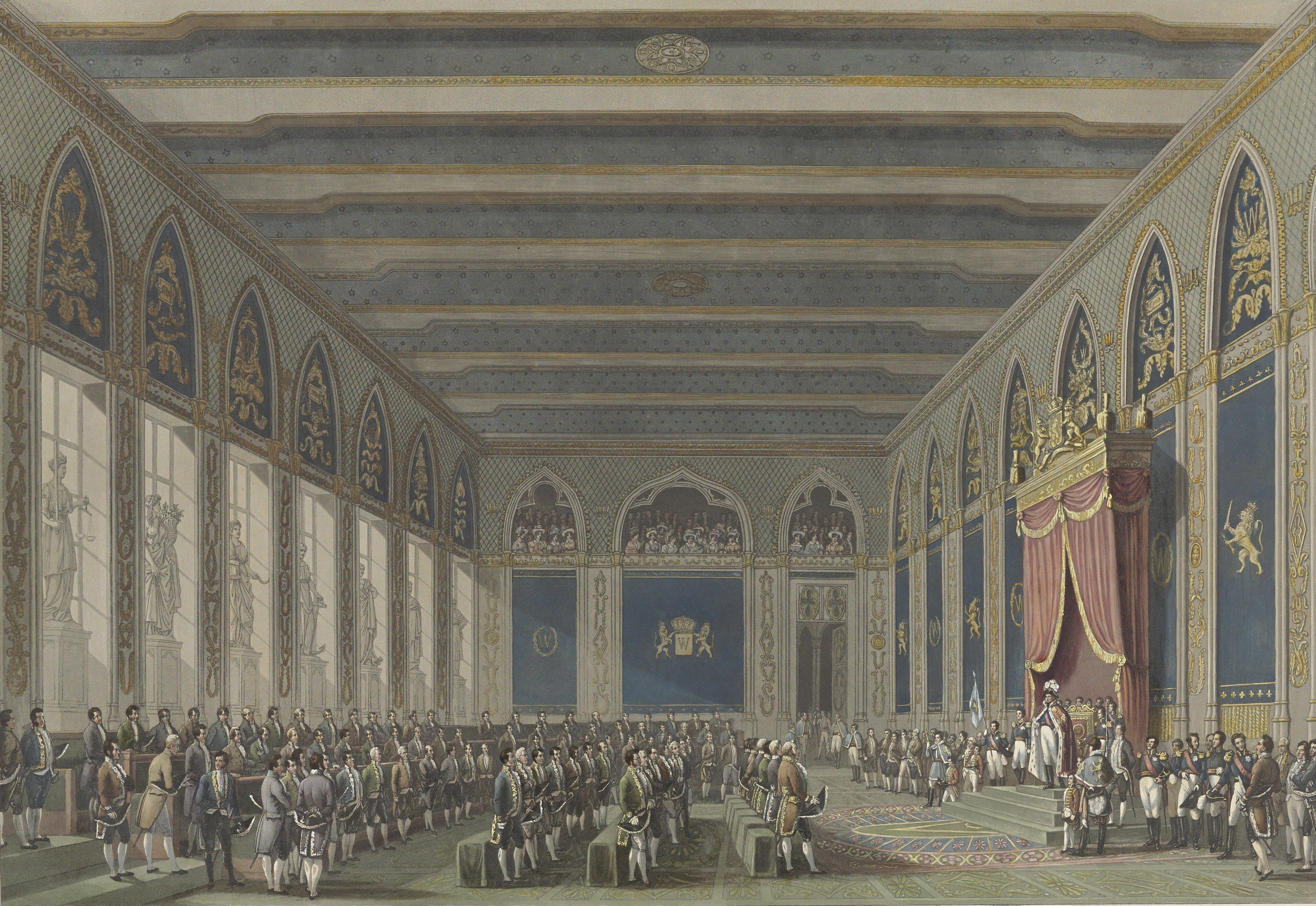
Instelling van de Staten-Generaal door koning Willem I in het Brusselse stadhuis (1815)

## Verenigd Koninkrijk der Nederlanden
In 1813 werd, bij het uitroepen van het Verenigd Koninkrijk der Nederlanden, in het kader van de Restauratie de standenmaatschappij hersteld en werden de Staten-Generaal heropgericht. De Staten-Generaal der Verenigde Nederlanden waren van mei 1814 tot augustus 1815 een enkelvoudige Kamer. Daarna werd de structuur grondig gewijzigd en vanaf september 1815 bestonden de Staten-Generaal van het Koninkrijk der Nederlanden uit twee Kamers, die meer het karakter hadden van een nationaal parlement dan van een vergadering van gewestelijke vertegenwoordigers.